# Missirah Sirimana
Missirah Sirimana est un village et une commune du sud-est du Sénégal de l'arrondissement de Sabodala, dans le département de Saraya et la région de Kédougou. 

## Géographie
La commune est frontalière du Mali au nord et à l'est.
|           | Dialafara         |           |
| Khossanto | Missirah Sirimana | Dialafara |
|           | Bembou            | Sitakili  |

## Histoire
C'est l'un des villages centre de la communauté rurale de Missirah Sirimana.
Le village a été fondé par Mady Kanté Cissokho.
Depuis fin décembre 2013, l'ancienne communauté rurale est érigée en commune.

## Population
La population communale est relevée à 21 715 habitants lors du recensement général réalisé en 2023.
Lors du recensement de 2002, la localité comptait 557 habitants et 60 ménages.

## Villages
La commune s'étend sur 22 villages relevés lors du plan local de développement réalisé en août 2010.
- Missira Sirimana
- Balakonko
- Sambranboubou
- Daworola
- Limalo
- Faranding
- Lingué khoto
- Douta
- Bokhody
- Dambala Kénioto
- Daloto
- Mouran
- Mousala
- Sékoto
- Médina Sirimana
- Wassangara
- Bagué
- Bountoung
- Kassanguéri
- Saënsoutou
- Wortokhoty
- Toumbifara

## Personnalités nées à Missirah Sirimana
- Mady Cissokho (1930-1998), ancien ministre